# Pelón Santamarta
Pedro León Franco Rave (Medellín, 1867-Medellín, 1952), conocido artísticamente como Pelón Santamarta, fue un compositor y cantante colombiano. 

## Reseña biográfica
Nació en la ciudad de Medellín. El seudónimo de Pelón Santamarta lo eligió en memoria de su padre Pedro León Franco, también músico, nacido en la ciudad de Santa Marta, Colombia.
Su profesión original fue la sastrería. Sin embargo, Pelón Santamarta dedicó su vida a la música del interior de Colombia, y muy especialmente al bambuco, ritmo que contribuyó a popularizar en Colombia y otros países, especialmente en Centro y Norteamérica.
Inicialmente, su carrera musical la ejerció conformando varios duetos y tríos que no prosperaron, hasta que con otro sastre, compañero de oficio y llamado Adolfo Marín, integró por fin un conjunto funcional, el dueto Pelón y Marín.

## Expansión del bambuco a México y Centroamérica
El dueto Pelón y Marín se trasladó a México a difundir sus éxitos, labor que lograron con creces. En ese país enseñó el son bambuquero a varios músicos mexicanos, entre ellos el compositor Ricardo Palmerín, que a la postre se convirtió, en su época, en el más importante autor del bambuco yucateco. Este género llegó a México para quedarse, como legado colombiano, y hoy día representa una alternativa cultural musical mexicana importante, algo así como la ranchera en Colombia representa un legado de México.
Además de México, el dueto difundió su música en numerosas giras por Jamaica, Cuba, Honduras y Guatemala. Tras el matrimonio de Adolfo Marín, el dueto se desintegró. Después de conformar uno nuevo con Luis Felipe Moreno, al poco tiempo también este contrajo matrimonio y Pelón Santamarta se quedó entonces solo. Pelón regresó a Medellín, donde se dedicó a trabajar como cantinero, a componer, y a cantar para sus amigos.

## Algunas de sus obras
Es en este período cuando compuso su obra considerada cumbre, el bambuco “Antioqueñita”, con letra del poeta Miguel Agudelo (Medellín, 1883-1954), y que fue grabado en Nueva York. Entre sus muchísimas composiciones, figuran: 
- Bambuco "Antioqueñita" por el dueto Garzón y Collazos
- “En el río”.
- “Despedida”.
- “Grato silencio”.
- “Que a veces sufres”.
- “Voy a partir”.
- “Por ti he perdido la calma”.
- “La casita”.
- “Invierno”.
- “Tú tienes un alma”.

Uno de los más grandes pioneros y verdadero gran maestro de la música colombiana, el compositor pasó sus últimos diez años de vida en un asilo de ancianos de Medellín, donde murió.

## Reconocimientos
Es considerado como una de las grandes glorias de la música del interior de Colombia. A este respecto, el escritor y editor Moisés Melo lo destaca como una de las figuras más grandes del arte colombiano, y lo evocó al lado de escritores como García Márquez, Mutis, Vallejo, pintores como Botero y fotógrafos como Leo Matiz, en la inauguración de la Feria del Libro 2009.